# Richard Kuuia Baawobr
Richard Kuuia Baawobr M. Afr. (Tom-Zendagangn, 21 de junio de 1959-Roma, 27 de noviembre de 2022) fue un eclesiástico católico ganés. Fue obispo de Wa, desde 2016 hasta su fallecimiento en 2022 y Superior general de los Misioneros de África, entre 2010 y 2016.

## Biografía
Richard Kuuia nació el 21 de junio de 1959, en Tom-Zendagangn, del distrito ghanés de Nandom. Hijo de Bartholomew Baawobr († 1963) y Theresa Bagrvial. Se volvió a casar con Flaviano Maalo y tuvieron un hijo, Chrysantus Ekpaa Maalo, quien se convirtió en sacerdote de la Congregación del Espíritu Santo.
Asistió a la escuela primaria de su pueblo natal, y continuó sus estudios en el Seminario Menor San Francisco Xavier y en la Escuela Secundaria en Nandom.
Em 1979, ingresó al Seminario de San Víctor de Tamale, para sus estudios de Filosofía. Posteriormente, de 1982 a 1987, donde completó sus estudios de Teología en el Missionary Institute London (MIL).
Entre 1991 y 1996, fue estudiante de exégesis en el Pontificio Instituto Bíblico de Roma y de espiritualidad ignaciana en Le Chatelard  en Lyon (Francia), donde obtuvo la licenciatura en Sagrada Escritura y el doctorado en teología bíblica.
En 2004, obtuvo el doctorado del Institut catholique de Toulouse, con una disertación bíblica sobre el Evangelio de Lucas.

### Vida religiosa
En 1981, ingresó en la Sociedad de los Misioneros de África.  
Realizó su noviciado en Friburgo entre 1981 y 1982. El 5 de diciembre de 1986, realizó la profesión solemne en el St. Edward's College de Londres. 
Su ordenación sacerdotal fue el 18 de julio de 1987 en Ko, en la diócesis de Wa, en Ghana.  
Como sacerdote desempeñó los siguientes ministerios: 
- Vicario parroquial en Livulu, arquidiócesis de Kinsasa, en la R. D. Congo (1987-1991).
- Formador de su Orden en Kahangala, Tanzania (1996-1999).
- Director de la casa de formación de Toulouse en Francia (1999-2004).

En 2004 fue delegado de la provincia de Francia en el capítulo general de su orden, siendo elegido asistente general.
El 31 de mayo de 2010, el capítulo general lo eligió en tercera votación con una mayoría de dos tercios como nuevo superior general de la Orden. Fue el primer africano en ocupar este cargo. También fue vicecanciller del Pontificio Instituto de Estudios Árabes e Islámicos. 
Participó como miembro elegido por la Unión de Superiores Generales en la XIV Asamblea General Ordinaria del Sínodo de los Obispos que tuvo lugar en la Ciudad del Vaticano del 4 al 25 de octubre de 2015 sobre el tema "La vocación y misión de la familia en la Iglesia y en el mundo contemporáneo".

### Episcopado
El 17 de febrero de 2016, el papa Francisco lo nombró obispo de Wa. Fue consagrado el 7 de mayo de ese año, a manos del cardenal Peter Turkson.
El 28 de abril de 2020 fue nombrado miembro del Pontificio Consejo para la Promoción de la Unidad de los Cristianos  ad quinquennium.
El 1 de agosto de 2022, fue elegido presidente del Simposio de las Conferencias Episcopales de África y Madagascar.

### Cardenalato
El 29 de mayo de 2022, durante el Ángelus del papa Francisco, se hizo público que sería creado cardenal. Fue creado cardenal por el papa Francisco durante el consistorio del 27 de agosto del mismo año, con el titulus de cardenal presbítero de Santa María Inmaculada de Lourdes en Boccea, pero estuvo ausente en la ceremonia por una enfermedad contraída a su llegada a Roma.
El 7 de octubre de 2022, fue nombrado miembro del Dicasterio para la Promoción de la Unidad de los Cristianos.

## Fallecimiento
Al llegar a Roma, para la ceremonia de su elevación cardenalicia, había sido hospitalizado en el Hospital de Santo Spirito in Sassia a causa de una enfermedad. Sufrió una operación de corazón, continuando su convalecencia en el Policlínico Agostino Gemelli y, saliendo el 18 de noviembre, donde se trasladó a la Curia General de los Misioneros de África. 
El 27 de noviembre de 2022, como consecuencia de un nuevo deterioro repentino de su estado de salud, fue trasladado de urgencia al hospital Gemelli, donde falleció poco después, a la edad de 63 años.
El 5 de diciembre, el decano del Colegio Cardenalicio Giovanni Battista Re concelebró una misa de funeral en el altar de la Cátedra en la Basílica de San Pedro en el Vaticano. 
Está previsto que el cuerpo del difunto cardenal sea repatriado a la capital ghanesa Acra, el 5 de enero de 2023. El funeral y los ritos tradicionales del difunto cardenal se llevarán a cabo el 11 de enero y la Misa de Réquiem el día siguiente.

## Posturas

### Comunidad LGBT+
En sintonía con el episcopado ghanés, ha expresado reiteradamente su oposición a las reivindicaciones de la comunidad LGBT+. Elogió el proyecto de ley, presentado en 2021 en el Parlamento, titulado Promoción de los derechos sexuales humanos adecuados y los valores familiares de Ghana, que prevé un aumento de las penas por actos íntimos distintos de los heterosexuales o por comportamientos públicos distintos de los socialmente reconocidos y aceptados en función del sexo natural o de la inclinación sexual dominante o heterosexual. A pesar de las fuertes críticas de varios organismos internacionales, Baawobr invitó al presidente del Parlamento a continuar con la discusión del texto sin ceder a ninguna presión externa. Estas son sus palabras: "Gracias por responder con clara determinación al Alto Comisionado de Australia y a otros que el matrimonio noble en el derecho consuetudinario de Ghana es entre un hombre y una mujer y no lo que promueve la comunidad LGBT+".

## Escudos de armas
|        |
| Obispo |

|          |
| Cardenal |

## Publicaciones
- Baawobr, R. (2004).  Institut catholique de Toulouse, ed. Quand Jésus prend la parole. Identité du maître et naissance du disciple en Luc 4, 16–30 [Cuando Jesús habla. Identidad del maestro y nacimiento del discípulo en Lucas 4, 16–30] (en francés). Toulouse.